# Enchufe.tv
Enchufe.tv és una sèrie web equatoriana, realitzada per la productora Touché Films, que compta amb un canal a YouTube com a plataforma. La sèrie va rebre el Play d'Or de YouTube per haver superat el milió de subscriptors.

## Història

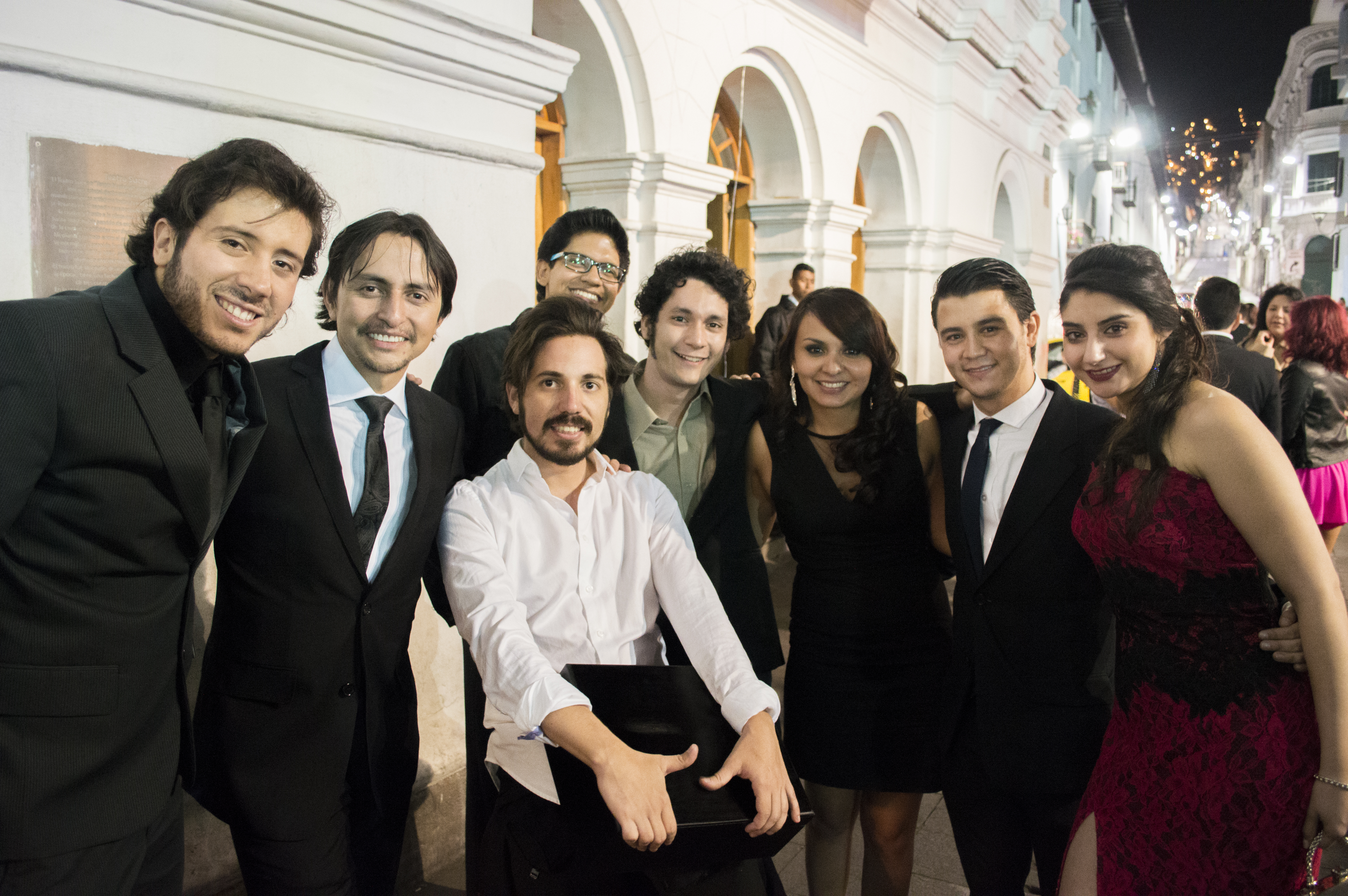
Part de l'elenc de Enchufe.tv el 2015.

El 2011, Leonardo Robalino, Christian Moya, Martín Domínguez i Jorge Ulloa, tots amb estudis cinematogràfics, després d'una reunió, van acabar en la galleda d'una camioneta qüestionant la producció audiovisual de la televisió equatoriana, després de l'extensa crítica decidir realitzar les seves pròpies produccions per així ser ells criticats per l'audiència. Van optar per anar a Internet, ja que té menys restriccions i filtres que els mitjans tradicionals.
Poc després van realitzar un projecte audiovisual, i el 13 de novembre de 2011, utilitzant com a plataforma un canal de YouTube, van crear Enchufe.tv, amb variats esquetxos còmics, sent El peor casting el primer vídeo en el seu canal. D'aquesta manera conformar la productora Touché Films per a la realització del seu producte. Els sketches són enviats cada diumenge, a més de realitzar esquetxos amb una durada d'entre 10 segons a menys d'1 minut anomenats microYAPA, els quals són enviats els dimarts, i els dijous publiquen una Promo amb avanços del pròxim sketch.
El 3 de novembre de 2013, YouTube va atorgar el Play d'Or en reconeixement d'haver arribat a un milió de subscriptors.

## Producció
El gerent general de Enchufe.tv és Leonardo Robalino, el director creatiu és Jorge Ulloa, Martín Domínguez el productor general, Andrés Centeno el productor executiu i Christian Moya el director de fotografia, tots ells copropietaris de la productora Touché Films.